# 오네 쇤롤
오네 쇤롤(노르웨이어: Ådne Søndrål, 1971년 5월 10일~)은 노르웨이의 스피드스케이팅 선수이다. 1990년대 1500m 종목에서 활동한 세계적인 선수 중 한 명으로 올림픽에 4회 참가하여 1998년 동계 올림픽에서 1500m 부문 금메달, 1992년 동계 올림픽에서 동일 종목 은메달, 2002년 동계 올림픽에서 동메달을 획득했다. 또한 세계 종목별 스피드스케이팅 선수권 대회에서 금메달 4개, 은메달 6개를 획득했고 스피드스케이팅 월드컵에서 1000m 부문 종합 우승 1회, 1500m 부문 종합 우승 3회를 달성했다.